# Las hijas del Anáhuac (periódico)

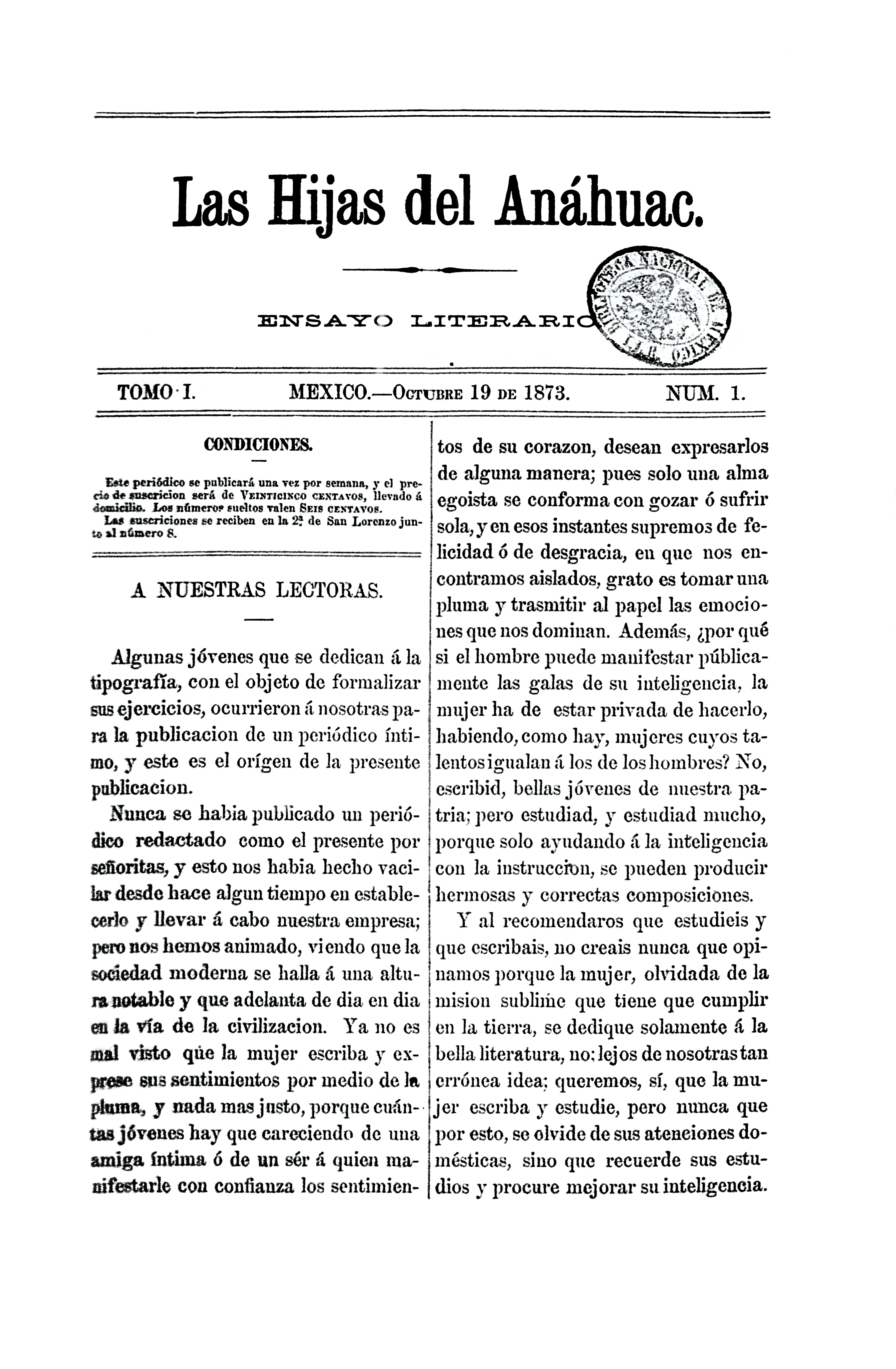
Portada del primer número de Las hijas del Anáhuac, publicado el 19 de octubre de 1873

Las hijas del Anáhuac fue una de las primeras publicaciones periódicas escritas por y para mujeres en México. El semanario fue escrito, editado y publicado por las estudiantes y profesoras del taller de imprenta de la Escuela de Artes y Oficios para Mujeres de la Ciudad de México. El periódico tuvo 14 números; el primero fue publicado el 19 de octubre de 1873 y el último se imprimió el 18 de enero de 1874.

## Contexto
El semanario vio la luz a finales del siglo XIX, cuando el proyecto nacionalista mexicano tuvo como eje articulador las palabras orden y progreso. En este ideario, planteado en términos económicos, políticos y culturales: 
la organización social basada en el género se constituyó como un pilar fundamental para sostener el mandato, tal como sucede en cualquier orden político masculino. De esta manera, el concepto mujer fue revalorado para favorecer los propósitos gubernamentales y, más concretamente, la ideología del Estado nacionalista.
Durante el sigo XIX, en México, se abrieron escuelas para niñas y se registró un incremento en la participación de las mujeres en la educación superior, especialmente en las áreas de música, medicina y derecho. En ese contexto: 
se insistía en una instrucción moral que reforzara su compromiso con la nación a través del ejercicio perentorio de la maternidad, considerándola como destino irrefutable, mientras que, al mismo tiempo, se impulsaba una educación amplia y laica. Es así para la Escuela Nacional Secundaria y para la Escuela Nacional de Profesoras, ambas creadas en el siglo XIX, en las cuales la formación femenina contemplaba tanto clases de economía doméstica y deberes de la mujer como escritura, música, matemáticas, historia de México e idiomas.
La Escuela de Artes y Oficios para Mujeres se inauguró en noviembre de 1871, durante la presidencia de Benito Juárez. El proyecto fue financiado por la Lotería Nacional Mexicana y surgió como una obra de beneficencia. El propósito era que las alumnas inscritas fueran mujeres jóvenes en situación de pobreza económica, pero en la práctica se inscribieron estudiantes de distintos orígenes sociales. La escuela estaba ubicada en el ex-convento de Jesús María en la calle de Chiquis. Se impartían diversos talleres y clases, tales como Gramática, Geografía, Geometría, Dibujo, Matemáticas, Filigrana, Fotografía entre otros. En 1873, el taller de imprenta estaba a cargo de José M. Sandoval y había siete alumnas inscritas.

El semanario surgió como una iniciativa de algunas alumnas del taller:
Algunas jóvenes que se dedican a la tipografía, con el objeto de formalizar sus ejercicios, ocurrieron a nosotras para la publicación de un periódico íntimo, y este es el origen de la presente publicación.

## Características

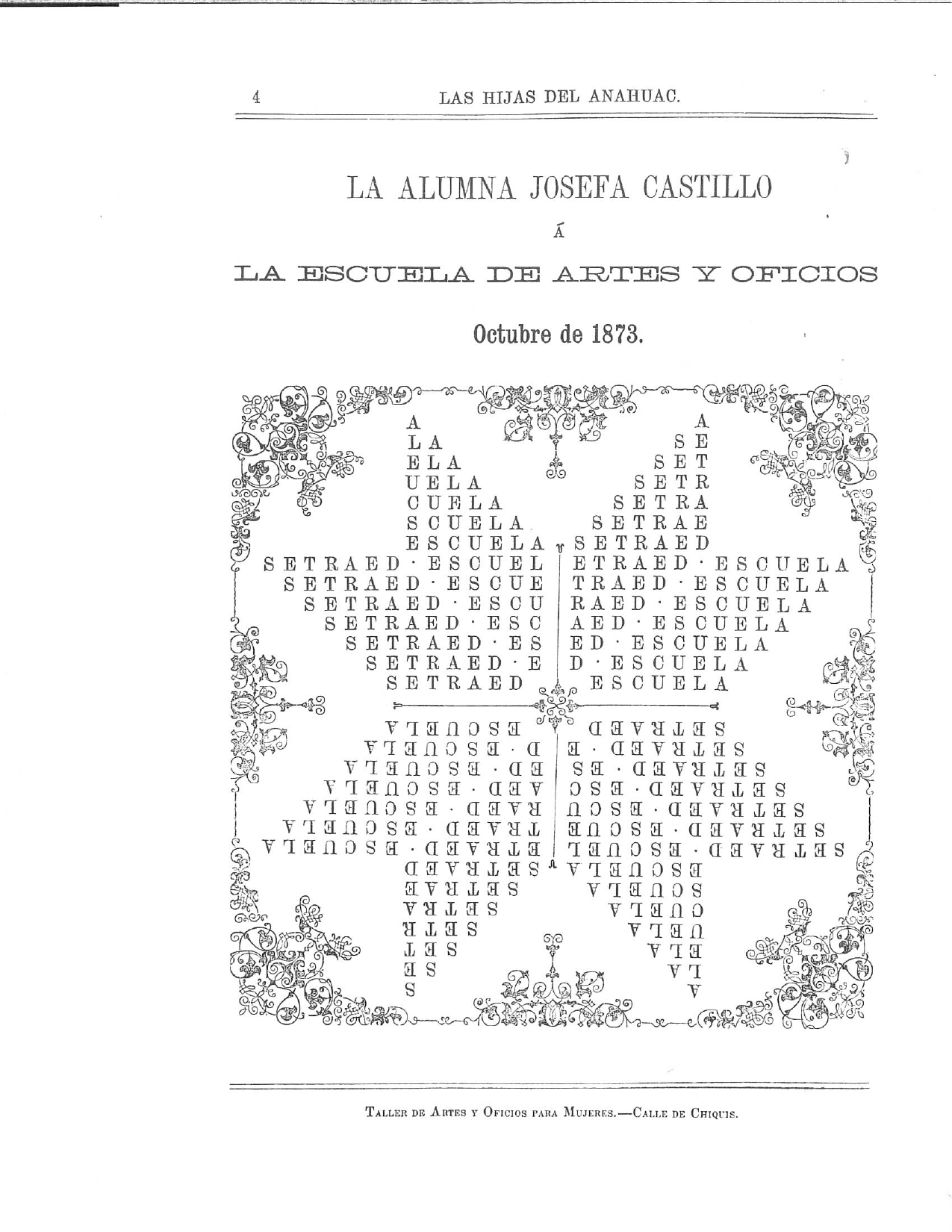
Composición tipográfica publicada en el primer número de Las Hijas del Anáhuac, 19 de octubre de 1873

El semanario medía 30.5 cm de largo por 20 cm de ancho. El texto estaba dividido en dos columnas por página, con cuatro páginas cada número. Su presentación es simple en cuanto a la tipografía empleada; no contó con ilustraciones, aunque en una página hay un juego de composición tipográfica que imita una estrella.  
Los números sueltos valían 6 centavos y para los suscriptores foráneos 31 centavos. En un principio, las suscripciones se recibían en la 2da de San Lorenzo junto al número 8 y, a partir del quinto número, en la calle de Alcaicería número 15.
Los textos tienen una escritura clara y comprensible; muchos de ellos eran por entregas, por lo que es recurrente la advertencia “continuará” en los distintos números. Los temas de los escritos son diversos. A través de poemas, cuentos y reflexiones, las autoras comparten sus visiones sobre la escritura, la divinidad, la amistad, la gratitud, la relación con la madre, la educación femenina y en torno al lugar de las mujeres en la sociedad.
 

Las fundadoras y editoras de Las hijas del Anáhuac fueron conscientes de su labor como pioneras, como expresan en la nota editorial del primer número: 
Nunca se había publicado un periódico redactado como el presente por señoritas, y esto nos había hecho vacilar desde hace algún tiempo en establecerlo y llevar a cabo nuestra empresa; pero nos hemos animado, viendo que la sociedad moderna se halla a una altura notable y que adelanta de día en día en la vida de la civilización. 

## Las autoras del semanario
Las autoras que firman los textos del semanario son Concepción García Ontiveros, redactora en jefe, Josefa Castillo, Guadalupe Ramírez, Natalia Gastanaga, Mercedes Ordóñez, Paulina Osácar, Esaura L. Jorman, Febronia Bermúdez, Carolina O'Horan, Berta Poulet, Carolina Poulet, Guadalupe Aguilera, Concepción Aguilera y Matiana o Mateana Murguía.  Otros textos aparecen firmados con los seudónimos de origen náhuatl Ilancueitl, Coatlicue, Ayahuacíhuatl, Malintzin, Miahuaxóchitl, Papantzin, Xiuhtzaltzin y Xóchitl. Las autoras eran maestras, alumnas y colaboradoras externas.
Además del semanario, las creadoras fundaron una sociedad literaria con el mismo nombre y algunas autoras como Mateana Murguía, Josefa Castillo, Guadalupe Aguilera y Guadalupe Ramírez formaron parte también de la sociedad literaria del Liceo Hidalgo.